# 张虹 (运动员)

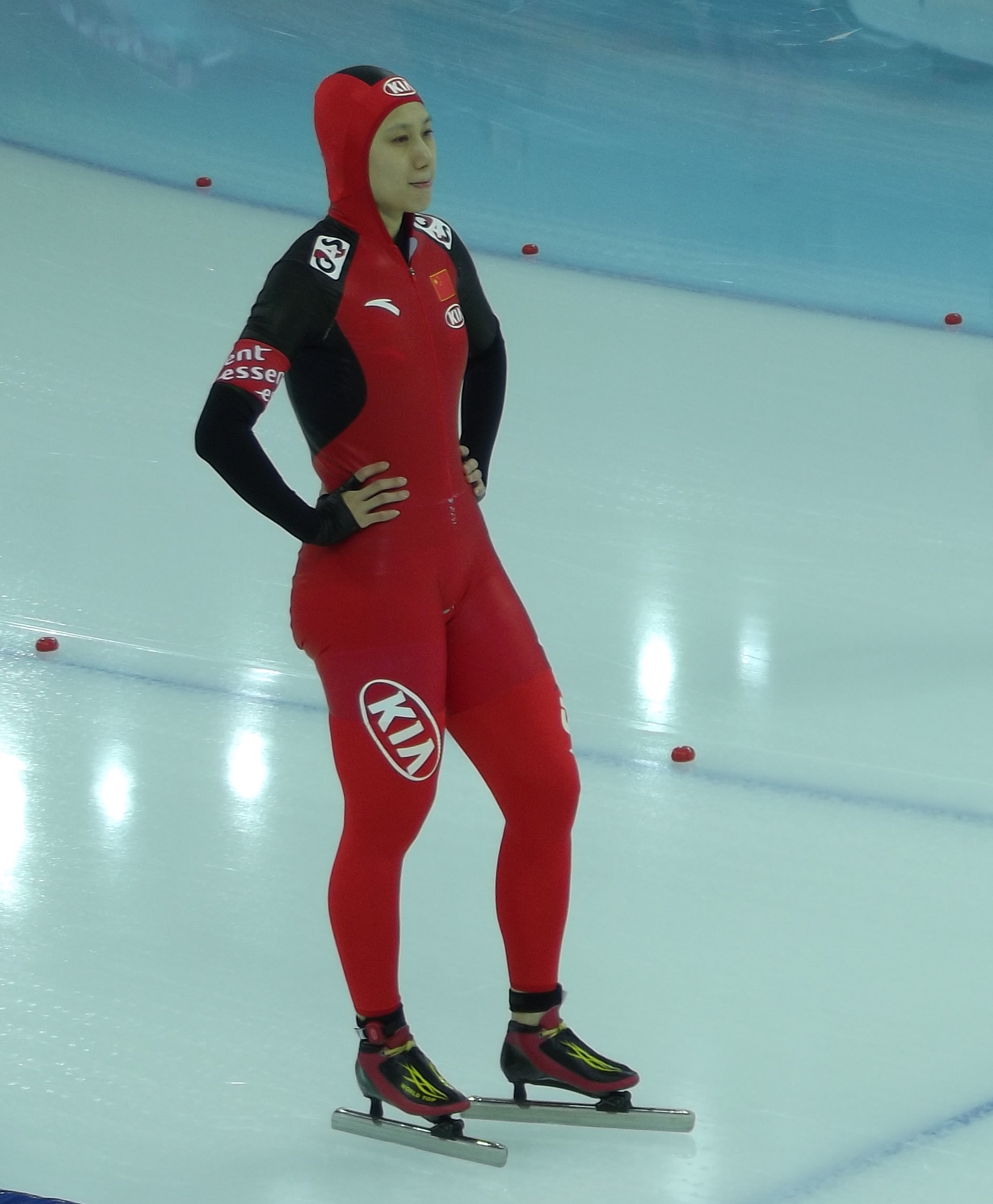

張虹（1988年4月12日—），黑龙江人，中國女子速度滑冰運動員。

## 生平
她最初學習短道速滑，後改為速度滑冰。2011年，她在亞洲錦標賽取得兩面銅牌。2013年，她在同一賽事獲得一金一銀。2012年，她在世界速度滑冰短距離錦標賽得季军。同年，她獲得參與冬季奧運會的資格。在500米決賽中，她以0.1秒之差無緣獎牌，排名第4。而在其後進行的女子1000米贏得金牌，這是中國自參與冬季奧運會以後第一個的速度滑冰冠軍。
2018年2月25日，经国际奥委会主席巴赫提名，张虹当选为国际奥委会运动员委员会委员。2021年1月2日，张虹进入世界反兴奋剂机构理事会。